# Ким Мин Джон (шорт-трекистка)
Ким Минджон (кор. 김민정, англ. Kim Min Jung, род. 20 марта 1985 года в Сеуле) — южнокорейская шорт-трекистка, участница зимних Олимпийских игр 2010 года, многократная чемпионка мира.

## Карьера
Ким Минджон начала кататься на коньках в возрасте 10 лет, когда училась в четвертом классе начальной школы Джо Пика в Кванджу, а затем начала свою карьеру как спортсменка. Когда она была на первом курсе старшей школы Сохён, её выбрали в юниорскую сборную. Первый международный старт Ким состоялся в 2003 году на чемпионате мира среди юниоров в Будапеште, где она завоевала золотые медали в беге на 1000 м и в эстафете, бронзовую медаль на 1500 и в общем зачёте. В марте выступала в составе национальной сборной на командном чемпионате мира в Софии, где помогла их команде занять второе место. На чемпионате мира в Польше в составе эстафетной команды заняла 6-е место. 
В течение следующих двух лет Ким участвовала только на зимней Универсиаде в Инсбруке 2005 года. Там она завоевала серебряную медаль на дистанции 3000 метров, также заняла 4-е место на дистанции 1500 метров. В октябре 2006 года вернулась на Кубок мира и сразу выиграла две гонки на 1500 метров в Чанчуне и Чонджу, а в декабре на этапе в Монреале заняла дважды 2-е место на дистанциях 500 и 1500 метров. В феврале 2007 года на этапе в Будапеште выиграла бронзу в беге на 1500 м. 
В феврале 2007 года Ким участвовала на зимних Азиатских играх в Чанчуне и в составе эстафеты выиграла серебряную медаль, а в марте на чемпионате мира в Милане выиграла золотую медаль в эстафете в составе Чон Ын Джу, Чин Сон Ю, Пён Чхон Са, Ким Минджон и Чон Джи Су. Тогда же на командном чемпионате мира в Будапеште помогла команде выиграть золотую медаль.
Через год на чемпионате мира в Канныне она вновь выиграла золото в эстафете, и в марте на очередном чемпионате мира среди команд в Харбине заняла второе место в составе команды. В декабре на кубке мира в Нагое стала первой и третьей в беге на 1500 метров в течение двух дней. В феврале 2009 года сначала на этапе кубка в Софии заняла 1-е место в беге на 1000 метров, а затем в Дрездене на 1500 метров.
Ким Минджон выиграла свою главную золотую медаль на чемпионате мира 2009 года в Вене на дистанции 1500 метров, опередив будущую олимпийскую чемпионку Чжоу Ян на 0,503 секунды. Она также выиграла серебро в беге на 1000 метров, в суперфинале на 3000 метров, в общем зачёте многоборья и в эстафетной гонке. В том же марте на командном чемпионате мира в Херенвене заняла второе место в команде. Она заняла 5-е место в отборе национальной сборной на Олимпийские игры и вошла в состав эстафеты.
На зимних Олимпийских играх 2010 года в Ванкувере она соревновалась только в эстафете на дистанции 3000 метров, вместе с Ли Ын Бёль, Пак Сын Хи и Чо Хэ Ри. Корейская команда финишировала первой, но была дисквалифицирована по спорному решению судей за касание Ким Минджон соперницы Сунь Линьлинь из Китая. Сразу после игр завоевала золото эстафеты на чемпионате мира в Софии и золото на командном чемпионате мира в Бормио.
В январе 2011 года Ким участвовала второй раз на зимней Универсиаде в Эрзуруме, где смогла выиграть серебряную медаль в беге на 1000 метров и золотую в эстафете. В том же году она упала во время тренировки и получила серьезные травмы поясничного отдела позвоночника и разрыв связок, после чего перенесла операцию. Из-за серьезной травмы, которая могла поставить под угрозу её жизнь, и из-за преклонного возраста она  пропустила один сезон. В октябре 2012 года на Кубке мира в беге на 1000 метров в Калгари она заняла 3-е место, в декабре в Нагое заняла 2-е место и 3-е в Шанхае.
В феврале 2013 года на кубке мира в Дрездене дважды заняла 2-е место на дистанции 1500 метров, а в марте выступила в эстафетной команде на чемпионате мира в Дебрецене, где заняла 4-е место. В апреле 2013 года она попыталась пройти квалификацию в сборную, но была снесена Но До Хи на дистанции 1500 метров и не смогла попасть в национальную сборную. До апреля 2014 года она продолжала завоевывать медали, участвуя во внутренних соревнованиях в составе коммерческой команды. Затем  участвовала в первом туре отбора в национальную сборную в сезоне 2016-17 гг. Она окончила Университет Кёнхи.
Церемония выхода на пенсию прошла на катке Mokdong Ice Rink в Сеуле. После родов она работает тренером в мэрии Коян, в американском клубе конькобежного спорта.